# Deniz Ohde

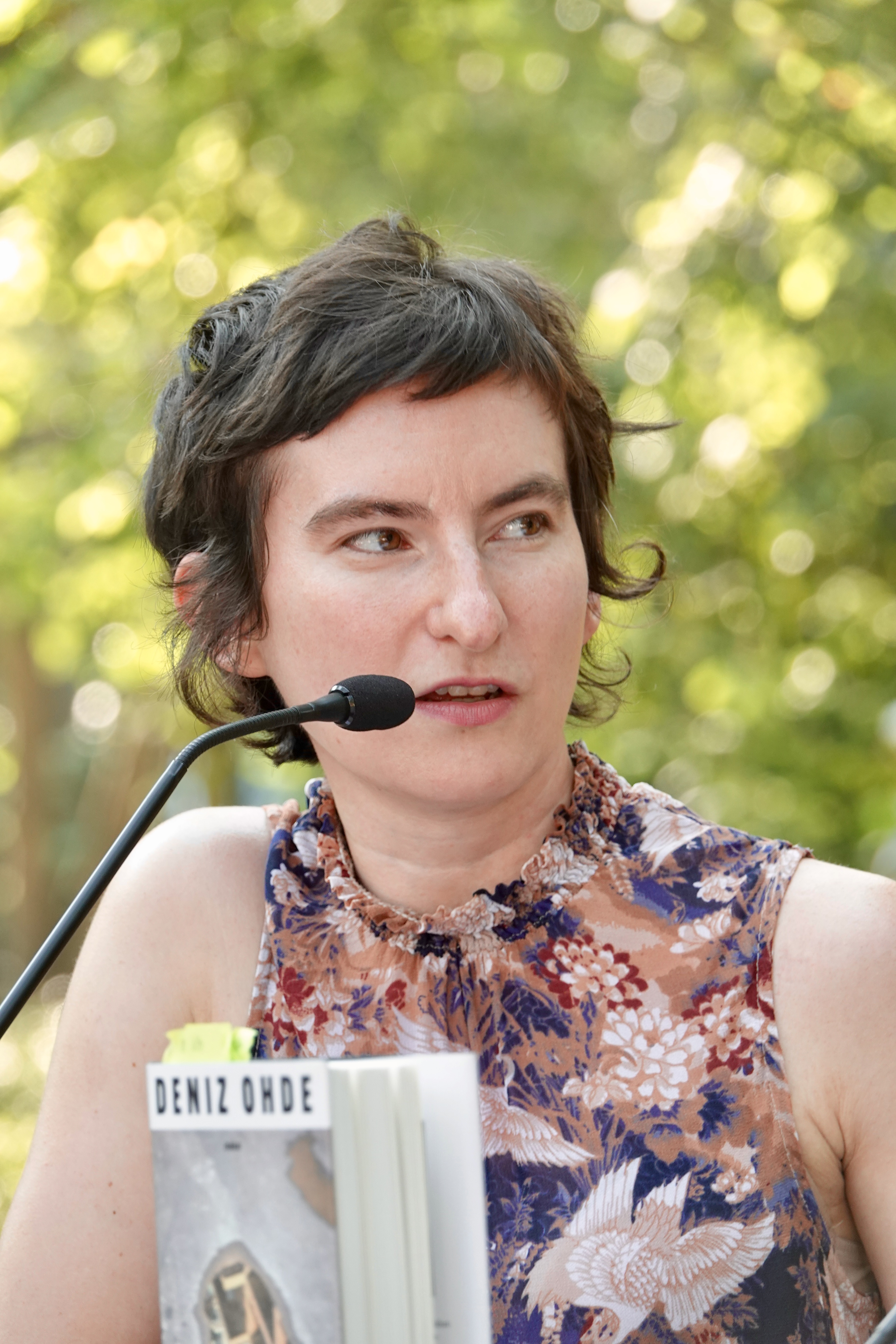
Deniz Ohde 2024

Deniz Ohde (* 1988 in Frankfurt am Main) ist eine deutsche Schriftstellerin.

## Leben
Deniz Ohde wuchs in Frankfurt-Sindlingen in einem Arbeiterviertel auf. Sie zog 2011 nach Leipzig. Ihr Germanistikstudium schloss sie 2018 ab. Sie lebt weiterhin in Leipzig.

## Werk
Als Kind wurde Ohde durch ihre Mutter an Kinderbuchklassiker wie Jim Knopf und Pippi Langstrumpf herangeführt und begann, inspiriert durch die Band Tic Tac Toe, sich früh an eigenen Songtexten zu versuchen. Später veröffentlichte sie jahrelang Texte in öffentlichen Blogs, brach diese aber ab, sobald ihre Arbeiten online Aufmerksamkeit bei Lesern erregten. Nach einer längeren Schreibpause betrieb Ohde längerfristig das Tumblr-Blog „briefeanbleistift“. In diesem veröffentlichte sie sowohl fiktionale Texte als auch literarische Tagebucheinträge. Das Medium half ihr, Distanz zu den eigenen Texten zu entwickeln. Auch veröffentlichte sie unter dem Pseudonym „Deniz Onomato“ literarische Tweets.
2016 wurde mit 452 eine erste Erzählung Ohdes von Christiane Frohmann in der Anthologie Tausend Tode schreiben veröffentlicht. Die Geschichte handelt von einer Fotografin, die dazu eingeladen wird, einen Leichnam kurz vor der offiziellen Beerdigung zu porträtieren. Im selben Jahr war Ohde mit den Texten Arktisluft (Open Mike) und Meer verschwendet („poet|bewegt“) Finalistin bei zwei Wettbewerben für deutschsprachige Literatur-Neuentdeckungen. 2017 nahm sie als Stipendiatin am Klagenfurter Literaturkurs teil. 2019 stand Ohde mit ihrem Text Vision Board auf der Shortlist für den deutschen Literaturpreis Wortmeldungen.
Der Durchbruch als Schriftstellerin folgte mit ihrem Debütroman Streulicht, der im Sommer 2020 vom Suhrkamp Verlag veröffentlicht wurde. Das Buch handelt von einer jungen Ich-Erzählerin halb-türkischer Herkunft, die an ihren Heimatort in unmittelbarer Nähe des Industrieparks Höchst zurückkehrt und sich in Rückblenden an ihre Familiengeschichte und ihren Weg vom Arbeiterkind zur Akademikerin erinnert. Streulicht gelangte auf die Shortlist des Deutschen Buchpreises 2020 und brachte Ohde im selben Jahr den Literaturpreis der Jürgen Ponto-Stiftung ein. Die dortige Jury lobte die Autorin für ihren „Bildungsroman, der den Vergleich sucht, der soziologisch unnachgiebig ist und unter sanftem Druck alles zum Vorschein bringt“. Ebenfalls 2020 wurde Streulicht mit dem aspekte-Literaturpreis ausgezeichnet. 2022 wurde der Roman ins Polnische übersetzt. 2023 war er Thema des jährlich im April stattfindenden Lesefestes Frankfurt liest ein Buch.
In Ich stelle mich schlafend (2024) wird die Geschichte von Yasemin erzählt, einer Frau, die im Schatten von Gewalt und Missbrauch aufwächst. Der Roman beleuchtet Yasemins Leben, von ihrer Kindheit in einem vernachlässigten Stadtviertel über ihre problematische Beziehung zu Vito, einem Jungen aus der Nachbarschaft, bis hin zu ihrem Erwachsenenleben, das von einem Gefühl der Schuld und des Unwerts geprägt ist. Ohde thematisiert dabei nicht nur die persönlichen Erfahrungen Yasemins, sondern auch die Verankerung von Gewaltbeziehungen und Stigmatisierung der Opfer in der Gesellschaft, wodurch ein Bild der Schwierigkeiten zum Ankämpfen gegen vorgefertigte Rollenbilder und Erwartungen entsteht.

## Werke (Auswahl)
- Streulicht. Roman. Suhrkamp, Berlin 2020, ISBN 978-3-518-42963-1.
  - Streulicht. Hörbuch, gelesen von Marit Beyer. Bonnevoice Hörbuchverlag, 2020. (ungekürzt 8:43h)
- Ich stelle mich schlafend. Roman. Suhrkamp, Berlin 2024, ISBN 978-3-518-43170-2.[13]

## Auszeichnungen und Nominierungen
- 2020: Literaturpreis der Jürgen Ponto-Stiftung für Streulicht
- 2020: aspekte-Literaturpreis für Streulicht
- 2020: Deutscher Buchpreis (Shortlist) mit Streulicht
- 2024: Georg-Christoph-Lichtenberg-Preis[14]